# Charles Lacquehay
Charles Lacquehay (Paris, 4 de novembro de 1897 - Paris, 3 de outubro de 1975) foi um ciclista francês, que foi profissional entre 1919 e 1938. Competiu tanto no ciclismo em pista como com a rota. Conseguiu dois Campeonatos do mundo em Meio Fundo.

## Palmarés em pista
- 1926
  - 1.º nos Seis dias de Paris (com Georges Wambst)
  - 1.º nos Seis dias de Berlim (com Georges Wambst)
- 1927
  - 1.º nos Seis dias de Breslau  (com Georges Wambst)
- 1928
  - 1.º nos Seis dias de Paris (com Georges Wambst)
  - 1.º nos Seis dias de Nice (com Georges Wambst)
  - 1.º no Prêmio Dupré-Lapize (com Georges Wambst)
- 1933
  - Campeão do mundo de Médio Fundo 
  - Campeão da França de meio fundo
- 1935
  - Campeão do mundo de Médio Fundo

## Palmarés em estrada
- 1922
  - 1.º na Paris-Chauny
- 1923
  - 1.º na Polymultipliée
  - 1.º na Nice-Mont Agel
  - 1.º no Circuito de Alençon
- 1925
  - 1.º no Circuito de Paris
- 1928
  - 1.º no Critérium de As